# Ricardo García Sainz
Ricardo García Sainz Lavista (Ciudad de México, 9 de junio de 1930-Ciudad de México, 23 de agosto de 2015) fue un profesor, abogado y político mexicano.

## Biografía
Realizó sus estudios profesionales en la Escuela Nacional de Jurisprudencia de la Universidad Nacional Autónoma de México, habiendo recibido el título de licenciado en Derecho. En 1950 ingresó a la Secretaría de Hacienda y Crédito Público. Tuvo a su cargo el Departamento de Estudios Técnicos y fue secretario de la Junta Calificadora del Impuesto Sobre la Renta.
En 1956 ingresó a CONDUMEX, en 1957 fue designado director general, cargo que desempeñó hasta 1966. durante ese mismo periodo fue presidente de la Asociación Nacional de Importadores y Exportadores de la República Mexicana; vicepresidente de la Confederación de Cámaras Industriales y Presidente electo de la CONCAMIN en 1966.
En 1962, representando a los principales fabricantes de conductores eléctricos, adquirió del Gobierno Federal la División de Cobre y Aluminio de La Consolidada, S.A., logrando la primera compra de una empresa pública. En 1963 fue representante propietario de la Comisión Nacional para el Reparto de Utilidades. En 1964 fue fundador del Centro de Estudios de Historia de México de CONDUMEX.
Subdirector General Administrativo desde enero de 1966 a diciembre de 1976 en el Instituto Mexicano del Seguro Social. El 2 de diciembre de 1976 ocupó el cargo de subsecretario de Patrimonio Nacional y a partir de enero de 1977 el de subsecretario de la Industria Paraestatal. Secretario de Programación y Presupuesto del 17 de noviembre de 1977 al 16 de mayo de 1979.
Del 15 de agosto de 1979 al 30 de noviembre de 1982 fue director general de Diesel Nacional, S.A. director general del Instituto Mexicano del Seguro Social del 1 de diciembre de 1982 al 3 de enero de 1991. De junio de 1991 a abril de 1993, fue director general de Corporación Mexicana de Aviación, S.A. de C.V. Desde abril de 1993 se reincorporó a la labor de docente y de articulista y estableció su despacho privado de asesoría y consultoría a diversas empresas e instituciones.
Miembro del Grupo San Ángel y del de Compromisos con la Nación. De septiembre de 1997 a agosto de 2000, diputado federal del PRD por la 4.ª circunscripción y presidente de la Comisión de Programación, Presupuesto y Cuenta Pública de la LVII Legislatura en la H. Cámara de Diputados.  Continuó como asesor en Materia Económica de la Fracción Parlamentaria del P.R.D. Desde el 1 de enero de 2001 al 31 de diciembre de 2006, se desempeñó como asesor del Gobierno del Distrito Federal, responsable de la Reforma Administrativa.
Fue presidente del Órgano Central de Fiscalización del Partido de la Revolución Democrática de mayo de 2002 al 6 de febrero de 2008. Del 30 de abril de 2003 al 6 de febrero de 2008, fue presidente del Consejo de Administración de DEMOS Desarrollo de Medios, La Jornada. Del 2008 a diciembre de 2012 fue contralor general del Gobierno del Distrito Federal.